# Kittisford
Kittisford – wieś w Anglii, w hrabstwie Somerset, w dystrykcie (unitary authority) Somerset, w civil parish Stawley. Leży 15 km od miasta Taunton. W 1931 roku civil parish liczyła 92 mieszkańców. Kittisford jest wspomniana w Domesday Book (1086) jako Chedesford/Chedesforda.